# Jean-Baptiste Michonis
Jean-Baptiste Michonis (1735-17 de junio de 1794) fue un inspector de prisiones y jefe de policía durante la Revolución francesa.

## Biografía
Inicialmente productor de limonada, se convirtió en miembro de la Comuna de París, inspector de prisiones y jefe de policía. Cómplice del conocido como complot del clavel, organizado por Alexandre Gonsse de Rougeville y destinado a liberar a la reina María Antonieta de la Conciergerie, murió ejecutado en la guillotina el 17 de junio de 1794, en el marco del asunto de los camisas rojas, siendo enterrado en una fosa común en el cementerio de Picpus.